# 紀元前215年
紀元前215年（きげんぜん215ねん）

## 他の紀年法
- 干支 : 丙戌
- 日本
  - 皇紀446年
  - 孝霊天皇76年
- 中国 : 秦 - 始皇32年
- 朝鮮 :
- ベトナム :
- 仏滅紀元 : 330年
- ユダヤ暦 :

## できごと

### ヨーロッパ
- 第一次マケドニア戦争（ - 紀元前205年）。
  - マケドニア王ピリッポス5世がカルタゴ、シラクサと同盟しローマと戦う。

### 中国
- 秦の始皇帝が碣石山におもむき、盧生に仙人の羨門高を探させ、碣石に文字を刻ませた。韓終・侯公・石生に仙人の不死薬を求めさせた。
- 始皇帝が北辺を巡幸し、上郡に入った。
- 始皇帝が将軍の蒙恬に兵30万人を与えて、北方の匈奴を攻撃させ、オルドス地方を占領した。

## 死去
- 3月27日（孝霊天皇76年2月8日） - 孝霊天皇、第7代天皇（* 紀元前342年）